# Pontorme
Pontorme est une frazione (hameau) de la commune d'Empoli, dans la province de Florence.

## Histoire
Né comme centre seigneurial à l'époque lombarde, son plus ancien témoignage en 780, se trouve dans un acte de donation à l'abbaye San Savino (it) de province de Pise .
Plus tard, il devint château privilégié du marquis Corrado en 1120, puis fief des comtes Alberti, et enfin à partir de 1182 petite commune soumise à la République florentine qui est à l'origine des fortifications du bourg en 1365.
L'expansion de la ville voisine d'Empoli transforme Pontorme en quartier de la ville.
Son nom dérive du terme « pont sur le torrent Orme ».

## Personnages notables
À la fin du XVe siècle, le peintre Jacopo Carrucci y naquit, connu plus tard sous le nom de Pontormo, d'après son lieu de naissance.

## Édifices
- La église San Michele Arcangelo (it) dans le centre, conserve des œuvres de Jacopo Carrucci et de Girolamo Macchietti[4].
- La église San Martino (it) conserve des traces romanes: patronat de la famille Frescobaldi, dont le blason est sur la façade.
- La maison natale du Pontormo (it) située via Pontorme 97.